# Gobierno colonial directo
El gobierno colonial directo es una forma de colonialismo que implica el establecimiento de una autoridad extranjera centralizada dentro de un territorio, que está dirigida por funcionarios coloniales. Según Michael W. Doyle, de la Universidad de Harvard, en un sistema de gobierno directo, la población nativa está excluida de todos los niveles excepto del nivel más bajo del gobierno colonial. El académico ugandés Mahmood Mamdani clasifica el gobierno directo como despotismo centralizado: un sistema donde los nativos no eran considerados ciudadanos.
Lo opuesto al gobierno colonial directo es el gobierno indirecto, que integra las élites locales preestablecidas y las instituciones nativas en el gobierno.